# Русалка (опера Даргомыжского)

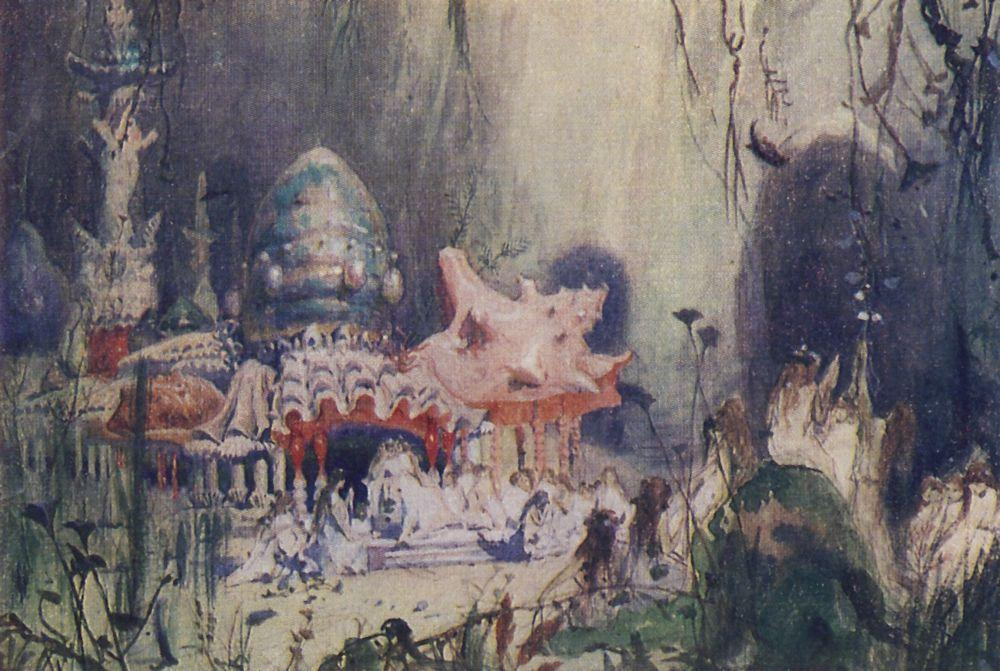
Подводный терем. Эскиз декорации к опере

«Руса́лка» — опера А. С. Даргомыжского.
Жанр оперы — психологическая бытовая музыкальная драма.
Автор либретто — А. С. Даргомыжский.
В основу сюжета легла неоконченная драма А. С. Пушкина, опубликованная после смерти поэта под названием «Русалка».
Отличия от литературного первоисточника:
- композитор старался придерживаться текста А. С. Пушкина. При этом Даргомыжский увеличил количество народно-бытовых (хоровых) эпизодов и произвёл замену отдельных второстепенных персонажей и подробностей действия.
- заключительные сцены, отсутствующие у Пушкина, досочинены Даргомыжским.

А. С. Даргомыжский начал работать над оперой со второй половины 40-х годов. Параллельно пишет множество романсов(«И скучно, и грустно», «Мне минуло шестнадцать лет» и т. д.), народно-комедийную сценку «Мельник», монолог «Бог помочь вам» (у Пушкина это — обращение к декабристам, сосланным в сибирские рудники).
Опера «Русалка» была окончена в 1855 г.
Премьера состоялась в мае 1856 года в Петербурге. Опера ставилась со значительными купюрами, в сборных декорациях, а костюмы и бутафория были взяты из драмы «Русская свадьба», выдержавшей уже свыше 60 представлений. Постановку спасла отличная игра Петрова (Мельник).
Отношение к опере было двойственным: аристократия — презрительно, демократически настроенные посетители театра — восторженно.
Низкое качество постановки и холодное отношение к опере большей части публики привело к тому, что после 11 представлений, в 1857 году опера была снята с репертуара.

## Действующие лица
- Мельник (бас)
- Наташа (сопрано)
- Князь (тенор)
- Княгиня (меццо-сопрано)
- Ольга (сопрано)
- Сват (баритон)
- Ловчий (баритон)
- Запевала (тенор)
- Русалочка (не поет)

## Краткое содержание
1 действие. Мельница на берегу Днепра. Дочь Мельника Наташа ожидает страстно любимого ею Князя. Рассеянно выслушивает она наскучившие поучения отца-старика (ария Мельника «Вот то-то все вы девки молодые» Слушать — Ария Мельника.), твердящего ей о необходимости извлечь выгоду из благосклонности Князя. Появляется Князь. Однако он приехал лишь для того, чтобы навсегда проститься: он женится на девушке знатного происхождения. Князь пытается откупиться роскошными подарками Наташе и денежными подарками её отцу. Потрясённая Наташа признаётся Князю, что скоро должна стать матерью. Князь уезжает. Покинутая девушка даёт волю своему горю. Она горько упрекает отца за то, что движимый алчностью он потакал её связи. В отчаянии она кидается в реку.
2 действие. Богатые хоромы. Князь справляет свадьбу. Величальные песни чередуются с забавными выходками балагура-свата и весёлыми плясками. Внезапно веселье нарушается: в толпе раздаётся женский голос, поющий печальную песню о покинутой девушке-утопленнице. Все подавлены. Виновницу смятения обнаружить не удалось. При попытке Князя поцеловать молодую жену раздаётся женский стон. Радостное настроение уже более не удаётся восстановить.
3 действие. (Происходит 12 лет спустя).
1 картина. Княжеский терем. Княгиня в одиночестве грустит. Муж охладел к ней, он неласков, подолгу отлучается из дому. Приближённая Княгини, девушка Ольга, пытается развлечь её весёлой песней. Узнав, что Князь решил остаться ночью один на берегу Днепра, Княгиня вместе с Ольгой отправляется на его розыски.
2 картина. Ночь. Берег Днепра у разрушенной мельницы. Русалки водят хороводы. Приходит Князь. Он терзается мыслью об утраченной любви Наташи. Внезапно из-за деревьев появляется страшная фигура в лохмотьях. Это безумный Мельник, ведущий бродячую жизнь в лесу и вообразивший себя вороном. Бред старика производит угнетающее действие на Князя. Мельник пытается задушить убийцу дочери. Подоспевшие охотники спасают своего господина.
4 действие.
1 картина. Подводный терем. Танцы русалок. Гордая и могучая царица русалок (Наташа) посылает свою дочку на берег и поручает ей лаской и хитростью заманить в воду Князя. Оставшись одна, она торжествует по поводу приближающегося часа давно замышляемой мести.
2 картина. Берег Днепра. Сопровождаемая Ольгой, Княгиня выслеживает мужа. Навстречу появляющемуся Князю выходит маленькая Русалочка и зовёт его на дно реки, уверяя, что его там ожидает прежняя любовь. Охваченный воспоминаниями о Наташе Князь готов последовать за дочкой. Княгиня и Ольга пытаются удержать его. Из Днепра доносится манящий зов русалки. Девочка увлекает Князя, подоспевший Мельник сталкивает его в воду. В ответ раздаётся зловещий хохот русалок.
Подводная часть Днепра. К стопам своей царицы русалки влекут труп Князя.

## Постановки
3 мая 1856, Петербург, Театр-цирк (дирижёр К. Лядов, художники Петров, Вагнер, Шастов и Роллер; Мельник — О. Петров, Наташа — Булахова, Князь —
П. Булахов, Княгиня — Леонова, Ольга — Лилеева, Сват — Гумбин).
1859, Большой театр, Москва (Наташа — Семенова, Князь — Владиславлев, Княгиня — Леонова).
1865, Мариинский театр, Петербург (дирижёр Э. Ф. Направник; Князь — Комиссаржевский, Княгиня — Леонова, Мельник — О. Петров, Наташа — Платонова).
1885, Частная русская опера С. И. Мамонтова, Москва (дирижёр Труффи, художники Левитан, Васнецов, Янов и В. Васильев; Князь — Ершов, Княгиня — Любатович, Наташа — Салина).
1897, Московская частная русская опера (дирижёр Рахманинов; Мельник — Ф. И. Шаляпин).
1904 — Мариинский театр (дирижёр Крушевский, постановка Палечека, художники Бочаров, Шишков, балетмейстер танцевальной вставки — Ширяев; Мельник — Шаляпин, Князь — Собинов, Наташа — Куза, Княгиня — Славина, Ольга — Михайлова, Сват — Шаронов, Ловчий — Климов, Запевала — Угринович).
Постановки за рубежом: Копенгаген (1888, на рус. яз.), Хельсинки (1889, на рус. яз., 1937), Прага (1889), Берлин (1908, на рус. яз.), Монте-Карло (1909. на рус. яз.; Мельник — Шаляпин, Князь — Смирнов, Наташа — Ф. Литвин), Париж (1911, на рус. яз.), Сан-Франциско, Нью-Йорк (1922, на рус. яз.), Лондон (1931, на рус. яз.). Тирана (1953), Бухарест (1958), Улан-Батор (1964).
На советской сцене:
1929 — Белорусский государственный драматический театр, Минск
30 ноября 1929 — ГАТОБ (дирижёр Похитонов, режиссёр Дворищин, художники Воробьев и Зандин, хормейстер Миратов, балетмейстер Вайнонен; Князь — Дроздов, Княгиня — Фитингоф, Мельник — Плешаков, Наташа — Кобзарева, Ольга — Межерауп).
1937 — Большой театр (дирижёр Небольсин, реж. Раппопорт, художник Федоровский, балетмейстеры Никитина и А. И. Радунский; Князь — Алексеев, Княгиня — Антонова, Мельник — А. Пирогов, Наташа — Держинская);
1944 — там же (дирижёр Штейнберг, реж. Лосский, художник Федоровский, балетмейстеры Долинская и Холфин, хормейстеры Рыбнов и Луковников; Князь — Большаков, Наташа — Бутенина).
1951 — Ленинградский Малый оперный театр (дирижёр Гамалей, постановка Н. Смолича, худ. Сергеев, хорм. Лебедев, балетм. Гербек; Мельник — Кривуля, Ольга — Лаврова, Сват — Щавинский).
1962, Большой театр (дирижёр Хайкин, реж.-пост. Ансимов, худ. Клементьев, хормейстеры Хазанов и Агафонников, балетмейстеры Варковицкий и Голейзовский; Мельник — И. Петров, Наташа — Тугаринова, Князь — Ивановский, Княгиня — Клепацкая, Ольга — Миглау).
27 и 29 июня 2000 г., Большой театр России. Музыкальный руководитель и дирижёр — Марк Эрмлер, режиссёр и балетмейстер — Михаил Кисляров, художники — Виктор Вольский, Рафаил Вольский, хормейстер — Станислав Лыков; Наташа — Елена Зеленская (затем Ирина Рубцова, Ирина Удалова, Ирина Бикулова), Князь — Анатолий Зайченко (затем Николай Васильев, Лев Кузнецов), Мельник — Игорь Матюхин (затем Владимир Маторин, Александр Науменко), Княгиня — Татьяна Ерастова, Ольга — Галина Черноба, Сват — Сергей Мурзаев (затем Павел Черных), Русалочка — Анна Штукатурова.
В других городах: Харьков (1929, дирижёр Вериковский;
Мельник — Паторжинский, Наташа — Литвиненко-Вольгемут; 1940); Куйбышев, Тифлис (1935), Ереван (1938, 1940), Минск (1939. 1946, 1955), Ашхабад (1939), Харьков (1940), Алма-Ата (1941, 1943), Баку (1942), Тбилиси (1942, 1959), Львов (1948), Вильнюс, Улан-Удэ, Таллин (все в 1949), Фрунзе, Душанбе (обе в 1951), Ашхабад, Рига (обе в 1952).

## Экранизация
- 1971 — Русалка (фильм-опера) (СССР) Режиссёры Г. Мячина, Викентий Серков. В ролях: Евгений Супонев, Алексей Кривченя — мельник, Ольга Фомичёва

## Дискография
- Князь — Виталий Кильчевский, Наташа — Евгения Смоленская, Мельник — Александр Пирогов, Княгиня — Варвара Гагарина, Ольга — Наталья Соколова, сват — Иван Скобцов, оркестр и хор Большого театра СССР, дирижёр — Василий Небольсин, 1948 год.
- Князь — Иван Козловский, Наташа — Евгения Смоленская, Мельник — Алексей Кривченя, Княгиня — Вероника Борисенко, Ольга — Маргарита Миглау, сват — Иван Скобцов, ловчий — Владимир Валайтис, оркестр и хор Большого театра СССР, дирижёр — Евгений Светланов, 1957 год.
- Князь — Константин Плужников, Наташа — Наталья Михайлова, Мельник — Александр Ведерников, Княгиня — Нина Терентьева, Ольга — Галина Писаренко, оркестр и хор Центрального телевидения и Всесоюзного радио, дирижёр — Владимир Федосеев, 1983 год.

## Издания
- партитура, ред. П. А. Ламма, М., Музгиз, 1949;
- клавир — СПБ. Ф. Т. Стелловский, [б. г.];
- М., Гутхейль, [1885];
- ред. С. М. Ляпунова, М., Гос. муз. изд-во, 1921;
- ред. С. М. Ляпунова, нов. ред. П. А. Ламма, М., Музгиз, 1932;

то же, 1947 и 1960.